# Liste der Kreisstraßen im Landkreis Weilheim-Schongau
Die Liste der Kreisstraßen im Landkreis Weilheim-Schongau ist eine Auflistung der Kreisstraßen im bayerischen Landkreis Weilheim-Schongau mit deren Verlauf.

## Abkürzungen
- GAP: Kreisstraße im Landkreis Garmisch-Partenkirchen
- LL: Kreisstraße im Landkreis Landsberg am Lech
- OAL: Kreisstraße im Landkreis Ostallgäu
- STA: Kreisstraße im Landkreis Starnberg
- St: Staatsstraße in Bayern
- WM: Kreisstraße im Landkreis Weilheim-Schongau

## Liste
Nicht vorhandene bzw. nicht nachgewiesene Kreisstraßen werden in Kursivdruck gekennzeichnet, ebenso Straßen und Straßenabschnitte, die unabhängig vom Grund (Herabstufung zu einer Gemeindestraße oder Höherstufung) keine Kreisstraßen mehr sind.
Der Straßenverlauf wird in der Regel von Nord nach Süd und von West nach Ost angegeben.
| Nr. WM | Verlauf |
| ------ | --- |
| WM 1   | St 2064 in Marnbach – WM 11 – WM 10 – Hohenkasten – Schillersberg – Antdorf – St 2038 – Dürnhausen – |
| WM 2   | (OAL 8 im Landkreis Ostallgäu) – Landkreisgrenze – Reisgang – Riedhof – Bernbeuren – WM 20 – WM 3 – Ried – Landkreisgrenze – (OAL 8 im Landkreis Ostallgäu) |
| WM 3   | (LL 17 im Landkreis Landsberg am Lech) – Landkreisgrenze – Schwabsoien – St 2014 – Schwabbruck – WM 4 – Huttenried – – WM 12 – Burggen – WM 6 – WM 12 – Borzenwinkel – Seemühle – Bernbeuren – WM 2 – Ried – Voglegg – Echerschwang – Landkreisgrenze – (OAL 22 im Landkreis Ostallgäu) |
| WM 4   | WM 3 in Schwabbruck – St 2014 |
| WM 5   | in Huglfing – Eglfing – St 2372 |
| WM 6   | in Hohenfurch – Schwabniederhofen – St 2014 – Altenstadt – WM 3 in Burggen |
| WM 7   | (STA 3 im Landkreis Starnberg) – Landkreisgrenze – St 2068 in Vorderfischen |
| WM 8   | St 2014 – Rehpoint – Gmain – Anger – Rechthal – Sankt Leonhard im Forst – WM 14 – Schönwag – WM 29 – Zellsee – St 2057 |
| WM 9   | (LL 10 im Landkreis Landsberg am Lech) – Landkreisgrenze – Rothbad – Raisting – Ammerhof – St 2056 – Pähl – St 2056 |
| WM 10  | in Etting – Untereberfing – WM 11 – WM 1 – Hohenberg – St 2063 in Seeshaupt |
| WM 11  | WM 1 – Untereberfing – Obereberfing – Egenried – Obersöchering – Landkreisgrenze – (GAP 4 im Landkreis Garmisch-Partenkirchen) |
| WM 12  | WM 3 – Bernried – Tannenberg – WM 3 in Burggen |
| WM 13  | in Hohenpeißenberg – Untersedlhof – WM 14 – Strallen – Lindauer – Thalacker – WM 29 – Peißenberg |
| WM 14  | WM 8 in Sankt Leonhard im Forst – Linden – WM 13 |
| WM 15  | Peißenberg – Eyach – Maxlried – Oberhausen – |
| WM 16  | St 2058 in Böbing – Landkreisgrenze – (GAP 2 im Landkreis Garmisch-Partenkirchen) |
| WM 17  | St 2059 – Morgenbach |
| WM 18  | St 2059 – Urspring – St 2059 |
| WM 19  | Auerberg – Hohenösch – WM 20 in Bernbeuren |
| WM 20  | (OAL 9 im Landkreis Ostallgäu) – Landkreisgrenze – Mark – Eschach – Straß – Hof – Bernbeuren – WM 19 – WM 2 |
| WM 21  | St 2059 in Gründl – Prem – Aumühle – Landkreisgrenze – (OAL 8 im Landkreis Ostallgäu) |
| WM 22  | in Hohenpeißenberg – Hoher Peißenberg |
| WM 23  | St 2014 in Sachsenried – Ingenried – |
| WM 24  | St 2058 in Böbing – Schönberg – Landkreisgrenze – (GAP 3 im Landkreis Garmisch-Partenkirchen) |
| WM 25  | St 2059 in Wildsteig – WM 26 – Unterbauern – Unterhäusern |
| WM 26  | WM 25 in Wildsteig – Wildsteig Kirchberg |
| WM 27  | St 2038 in Antdorf – St 2370 in Penzberg |
| WM 28  | St 2066 – Haunshofen – Bauerbach – Unterholz – St 2063 in Bernried am Starnberger See |
| WM 29  | WM 8 – Paterzell – WM 13 in Peißenberg |